# Eva Graul
Eva Graul (* 17. Dezember 1952 in Münster; † 30. März 2025 in Marburg) war eine deutsche Juristin und ehemalige Hochschullehrerin an der Ruprecht-Karls-Universität Heidelberg.

## Leben
Nachdem Graul zunächst ein Semester Mathematik und evangelische Theologie studiert hatte, begann sie 1973 ein Studium der Rechtswissenschaften an der Universität Marburg. 1978 legte sie dort ihr Erstes Juristisches Staatsexamen ab, 1981 das Zweite. Nach einer anschließenden dreijährigen Tätigkeit als wissenschaftliche Mitarbeiterin an einer BGH-Kanzlei begann sie 1985, als wissenschaftliche Mitarbeiterin von Dieter Meurer in Marburg zu arbeiten. 1989 promovierte sie dort. 1993 folgte die Habilitation, mit der die venia legendi für die Fächer Strafrecht und Strafprozeßrecht verbunden war.
Im Wintersemester 1993/94 vertrat Graul einen Lehrstuhl an der Universität Frankfurt am Main. Von 1994 bis zu ihrer Emeritierung war sie ordentliche Professorin an der Universität Heidelberg.

## Veröffentlichungen (Auswahl)
- Abstrakte Gefährdungsdelikte und Präsumtionen im Strafrecht. Duncker & Humblot, Berlin 1991, ISBN 978-3-428-07103-6. (Dissertation)
- Systematische Untersuchungen zur Offenkundigkeit im Strafprozess. N. G. Elwert Verlag, Marburg 1996. (Habilitationsschrift)